# Rysslands herrlandslag i fotboll
Rysslands herrlandslag i fotboll representerar Ryssland i fotboll på herrsidan och spelade (som Tsarryssland) sin första landskamp under OS i Stockholm 1912. Åren 1922–1992 ersattes Rysslands landslag av Sovjetunionens landslag. Ryssland har dock i statistik tagit över Sovjetunionens plats och meriter.

## Historia

### Tsarryssland och upplösningen
Ryssland spelade sin första landskamp under OS i Stockholm 1912, och mötte Finland som då var en del av Ryssland. Finland vann med 2–1  den 30 juni. Dagen efter blev det Rysslands största förlust hittills, då laget förlorade med 0–16 mot Tyskland.
Rysslands första tid som landslag blev inte långvarig. Efter 1–1-matchen mot Norge i Kristiania (sedan 1925 Oslo) den 12 juli 1914 utbröt det första världskriget, och man kunde inte spela fler matcher. Den ryska revolutionen 1917 skapade Sovjetunionen 1922. Sovjetunionens herrlandslag i fotboll deltog inte i några turneringar förrän 1958. I laget spelade långt fler nationaliteter än enbart den ryska.
Sovjetunionens upplösning 1991 medförde stora förändringar, då en mängd nya landslag ersatte Sovjetunionen. Ett av dessa blev Ryssland. Sovjets sista stora turnering var vid VM-slutspelet 1990, där man kom sist i sin grupp. Vid EM 1992 hade Sovjetunionen kvalat in, men unionen upplöstes innan slutspelet började. För att möjliggöra att idrottare och landslag skulle få tävla, deltog de forna sovjetrepublikerna gemensamt som Oberoende staters samvälde. Laget kom sist i turneringen.
Efter denna turnering deltog de nyskapade länderna som egna självständiga stater. Det återskapade Ryssland skapades 1991, och i sin första landskamp mot Mexiko, den 16 augusti 1992, vann man med 2–0. I laget deltog före detta sovjetiska spelare från de andra tidigare Sovjetrepublikerna.

### 1992–1994
Pavel Sadyrin blev Rysslands första tränare, inför hösten 1992:s väntade kval till VM 1994. Laget hamnade i samma kvalgrupp som Grekland, Ungern, Island och Luxemburg. Ursprungligen hade också Jugoslavien lottats in i gruppen men eftersom landet fortfarande låg i krig stängdes man ute från kvalet. Därför minskades gruppen till fem lag, vilket gav Ryssland ökade chanser att kvala in. Det gjorde laget efter sex vinster och två oavgjorda matcher och inte en enda förlust.
Ryssland åkte till USA med en trupp som bestod av veteraner, som målvakten Stanislav Tjertjesov, Aleksandr Borodjuk och stigande stjärnor som Viktor Onopko, Oleg Salenko, Aleksandr Mostovoj, Vladimir Bestjastnych och Valerij Karpin.
I turneringen lottades Ryssland i grupp B med Kamerun, Sverige och Brasilien. De första två matcherna förlorade Ryssland, 0–2 mot Brasilien och 1–3 mot Sverige, trots att laget tog ledningen mot Sverige redan efter fem minuter. Inför sista matchen mot Kamerun var man redan eliminerade, men besegrade dem med 6–1 mot ett Kamerun som fortfarande hade chans att gå vidare. Ryssland blev utslagen ur turneringen med tre poäng. Förbundskaptenen Sadyrin fick inte fortsätta efter VM, på grund av dålig prestation.
Oleg Salenko gjorde fem mål i matchen mot Kamerun. Salenko var en spelare som precis kommit in i landslaget, och han försvann lika snabbt. Det var hans sista landskamp för landslaget, totalt spelade han åtta. Eftersom Salenko gjorde Rysslands mål mot Sverige gjorde han totalt sex mål, vilket räckte för att vinna skytteligan i VM. Hans fem mål är fortfarande rekord i en enda VM-match.

### 1994–1996: Romantseveran
Efter Sadyrin utsågs Oleg Romantsev till ny tränare. Hans uppdrag var att föra Ryssland till EM 1996. Han lät många av talangerna på uppgång från VM 1994 spela i truppen, som Viktor Onopko, Aleksandr Mostovoj, Vladimir Bestjastnych och Valerij Karpin. Ryssland vann sin kvalgrupp, med Skottland, Grekland, Finland, San Marino, och Färöarna, efter åtta vinster och två oavgjorda.
I slutspelet hamnade Ryssland i grupp C med Tyskland, Tjeckien och Italien. I den första matchen, mot Italien, förlorade Ryssland med 2–1. Den andra vann Tyskland med 3–0. I sista matchen mot Tjeckien släppte Ryssland in två mål på de första tjugo minuterna. I andra halvlek gjorde de en spektakulär upphämtning till 3–2. Vladimír Šmicer gjorde dock en sen kvittering, och matchen slutade 3–3. Oleg Romantsev avgick efter turneringen.

### 1996–1999
Efter EM utsågs Boris Ignatiev till ny tränare. Hans mål var att leda Ryssland till VM i Frankrike. Han satsade på lagets stjärnor. I kvalet lottades laget i samma grupp som Bulgarien, Israel, Cypern och Luxemburg.
Ryssland inledde kvalspelet med två segrar, mot Cypern och Luxemburg, och två oavgjorda, mot Israel och Cypern. De fortsatte med segrar mot Luxemburg och Israel. Rysslands enda förlust kom mot Bulgarien, med 1–0. De avslutade kvalet med en 4–2-seger mot Bulgarien, vilket räckte för att nå en playoff-plats. I playoffspelet, lottades man mot Italien. Det första mötet slutade oavgjort 1–1, efter att Italien gjort självmål genom Fabio Cannavaro. I returen, besegrades Ryssland med 1–0 med efter mål från Pierluigi Casiraghi och Ryssland misslyckades att kvalificera sig för VM.
Efter att inte kvalificerat sig till VM i Frankrike, fick laget ny tränare, Anatolij Bysjovets. Bysjovets gjorde vissa förändringar med truppen, bland annat övertalade han spelare från föregående generationer att göra comeback. Bysjovets tog in anfallaren Alexander Panov som senare skulle komma att göra många mål.
Ryssland lottades i grupp 4, tillsammans med Frankrike, Ukraina, Island, Armenien och Andorra. Ryssland inledde med tre raka nederlag till Ukraina, Frankrike och Island. Ryska fotbollsförbundet beslöt då att med omedelbar verkan avskeda Bysjovets, och Oleg Romantsev tog över posten en andra gång. De vann därefter sina efterföljande sex matcher, inklusive en spektakulär 3–2-seger över Frankrike på Stade de France. I den sista kval-matchen, mot Ukraina, behövde de vinna för att säkra en plats i mästerskapet. Valerij Karpin slog in en frispark i 75:e minuten, men Ukrainas Andrij Sjevtjenko kvitterade i 87:e efter en rejäl tabbe av den ryske målvakten. Slutresultatet blev 1–1, och Ryssland missade EM.

### 1999–2022
Oleg Romantsev stannade kvar som förbundskapten, för att ta laget till Fotbolls-VM 2002 i Sydkorea och Japan. I kvalspelet inför VM var Ryssland i grupp 1 tillsammans med Slovenien, Jugoslavien, Schweiz, Färöarna och Luxemburg. Ryssland sågs som gruppens favorit med Jugoslavien eller Schweiz. Ryssland vann gruppen, och var därmed direktkvalificerade, med sju vinster, två oavgjorda och en förlust.
Ryssland inledde mästerskapet med en 2–0-seger mot Tunisien. Nästa match var mot värdnationen Japan, som förlorades med 0–1. I den sista matchen, där oavgjort räckte att ta sig vidare, förlorade Ryssland med 2–3 mot Belgien. De kom därmed näst sist i gruppen, och slogs ut ur turneringen.
EM 2004 gick inte bra för Ryssland. Förlust med 0–1 mot Spanien och 0–2 Portugal. De lyckades dock slå blivande mästarna Grekland, men avslutade ändå grupp A som fyra.
I VM-kvalet 2006 slutade laget trea i gruppen, efter Portugal och Slovakien. I Lissabon blev det stor förlust mot Portugal, som vann med 7–1.
I kvalspelet till EM 2008 kom Ryssland tvåa, bakom Kroatien men före England. På hemmaplan i Moskva slogs England med 2–1. Slutspelet i Schweiz och Österrike inleddes med en förlust mot Spanien med 1–4. Nästa match mot Grekland vann de med 1–0. I den avgörande matchen mot Sverige vann Ryssland med 2–0. Ryssland tog därmed andraplatsen i gruppen. I kvartsfinalen besegrade laget Nederländerna med 3–1 efter förlängning. I semifinalen mötte laget Spanien. Ryssland förlorade matchen med 3–0. Ryssland föll på målsnöret efter förlust mot Slovenien i playoff till VM i Sydafrika 2010. Ryssland kvalade sig in i EM 2012, VM 2014 och EM 2016 men utan större framgångar. Man blev kvar i gruppspelen vid samtliga tre mästerskap.
Vid VM 2018 i Ryssland gick Ryssland till kvartsfinal, där man förlorade mot Kroatien efter straffsparksläggning, sedan matchen slutat 1–1 efter ordinarie speltid, och 2–2 efter förlängning.

### 2022–
Den 24 februari 2022 gick Ryssland till militärt anfall mot Ukraina. Som en del av omvärldens reaktioner stängdes Ryssland av från internationella tävlingar, och gick miste om chansen att kvalificera sig för VM 2022 i Qatar. Ryssland överklagade besluten till Idrottens skiljedomstol, men fick inget gehör. Den 20 september samma år meddelade Rysslands fotbollsunion att Ryssland inte tänker ställa upp i kvalet till EM 2024 i Tyskland.

## Nuvarande spelartrupp
Följande spelare är uttagna till träningsmatchen mot Tyskland den 15 november och Nations League-matchen mot Sverige den 20 november 2018.
Antalet landskamper och mål är korrekta per den 15 november 2018 efter matchen mot Tyskland.
| Nr | Pos. | Namn                | Födelsedatum (ålder) | Matcher | Mål |           | Klubb                  |
| -- | ---- | ------------------- | -------------------- | ------- | --- | --------- | ---------------------- |
|    | MV   | Andrej Lunjov       | 13 november 1991     | 6       | 0   | Ryssland  | Zenit Sankt Petersburg |
|    | MV   | Guilherme Marinato  | 12 december 1985     | 4       | 0   | Ryssland  | Lokomotiv Moskva       |
|    | MV   | Anton Sjunin        | 27 januari 1987      | 2       | 0   | Ryssland  | Dynamo Moskva          |
|    |      |                     |                      |         |     |           |                        |
|    | F    | Fjodor Kudrjasjov   | 5 april 1987         | 26      | 0   | Ryssland  | Rubin Kazan            |
|    | F    | Mário Fernandes     | 19 september 1990    | 14      | 1   | Ryssland  | CSKA Moskva            |
|    | F    | Georgi Dzhikija     | 21 november 1993     | 12      | 0   | Ryssland  | Spartak Moskva         |
|    | F    | Roman Neustädter    | 18 februari 1988     | 11      | 1   | Turkiet   | Fenerbahçe             |
|    | F    | Georgij Shchennikov | 27 april 1991        | 10      | 0   | Ryssland  | CSKA Moskva            |
|    | F    | Konstantin Rausch   | 15 mars 1990         | 9       | 0   | Ryssland  | Dynamo Moskva          |
|    | F    | Andrej Semjonov     | 24 mars 1989         | 8       | 0   | Ryssland  | Akhmat Groznyj         |
|    | F    | Vladislav Ignatjev  | 20 januari 1987      | 3       | 0   | Ryssland  | Lokomotiv Moskva       |
|    | F    | Kirill Nababkin     | 8 september 1986     | 3       | 0   | Ryssland  | CSKA Moskva            |
|    | F    | Jegor Sorokin       | 4 november 1995      | 1       | 0   | Ryssland  | Rubin Kazan            |
|    |      |                     |                      |         |     |           |                        |
|    | MF   | Aleksandr Golovin   | 30 maj 1996          | 25      | 3   | Frankrike | AS Monaco              |
|    | MF   | Aleksandr Jerochin  | 13 oktober 1989      | 22      | 1   | Ryssland  | Zenit Sankt Petersburg |
|    | MF   | Roman Zobnin        | 11 februari 1994     | 21      | 0   | Ryssland  | Spartak Moskva         |
|    | MF   | Denis Tjerysjev     | 26 december 1990     | 20      | 6   | Spanien   | Valencia               |
|    | MF   | Aleksej Mirantjuk   | 17 oktober 1995      | 20      | 4   | Ryssland  | Lokomotiv Moskva       |
|    | MF   | Aleksej Ionov       | 18 februari 1989     | 16      | 2   | Ryssland  | Rostov                 |
|    | MF   | Daler Kuzjajev      | 15 januari 1993      | 16      | 0   | Ryssland  | Zenit Sankt Petersburg |
|    | MF   | Jurij Gazinskij     | 20 juli 1989         | 15      | 1   | Ryssland  | Krasnodar              |
|    | MF   | Anton Mirantjuk     | 17 oktober 1995      | 7       | 0   | Ryssland  | Lokomotiv Moskva       |
|    | MF   | Ruslan Kambolov     | 1 januari 1990       | 5       | 0   | Ryssland  | Rubin Kazan            |
|    | MF   | Pavel Mogilevets    | 25 januari 1993      | 4       | 0   | Ryssland  | Rubin Kazan            |
|    |      |                     |                      |         |     |           |                        |
|    | A    | Artjom Dzjuba       | 22 augusti 1988      | 31      | 15  | Ryssland  | Zenit Sankt Petersburg |
|    | A    | Dmitrij Poloz       | 12 juli 1991         | 18      | 3   | Ryssland  | Rubin Kazan            |
|    | A    | Anton Zabolotny     | 13 juni 1991         | 8       | 1   | Ryssland  | Zenit Sankt Petersburg |
|    | A    | Ari                 | 11 december 1985     | 1       | 0   | Ryssland  | Krasnodar              |
|    | A    | Fedor Chalov        | 10 april 1998        | 0       | 0   | Ryssland  | CSKA Moskva            |

## Förbundskaptener
| Namn                 | Årtal                        |
| -------------------- | ---------------------------- |
| Pavel Sadyrin        | 1992–1994                    |
| Oleg Romantsev       | 1994–1996                    |
| Boris Ignatjev       | 1996–1998                    |
| Anatolij Bysjovets   | 1998–1999                    |
| Oleg Romantsev       | 1999–2002                    |
| Valerij Gazzajev     | 2002–2003                    |
| Georgij Jartsev      | 2003–2005                    |
| Jurij Siomin         | 2005–2006                    |
| Aleksandr Borodjuk   | 2006 (tillförordnad tränare) |
| Guus Hiddink         | 2006–2010                    |
| Dick Advocaat        | 2010–2012                    |
| Fabio Capello        | 2012–2015                    |
| Leonid Slutskij      | 2015–2016                    |
| Stanislav Tjertjesov | 2016–2021                    |

## Sovjetunionens turneringar
- VM i fotboll: 1958, 1966, 1970, 1982, 1986, 1990
  - VM-semifinal: 1966
- EM i fotboll: 1960, 1964, 1968, 1972, 1988, 1992 (1992 som OSS)
  - EM-guld: 1960
  - EM-silver: 1964, 1972, 1988
  - EM-semifinal: 1968